# Єлм (Вашингтон)
Єлм (англ. Yelm) — місто (англ. city) в США, у окрузі Тюрстон штату Вашингтон. Населення — 10 617 осіб (2020).

## Географія
Єлм розташований за координатами 46°56′33″ пн. ш. 122°38′35″ зх. д. / 46.94250° пн. ш. 122.64306° зх. д. (46.942612, -122.643077).  За даними Бюро перепису населення США в 2010 році місто мало площу 14,74 км², з яких 14,72 км² — суходіл та 0,02 км² — водойми.

## Демографія
Згідно з переписом 2010 року, у місті мешкало 6848 осіб у 2299 домогосподарствах у складі 1712 родин. Густота населення становила 465 осіб/км².  Було 2523 помешкання (171/км²).
Расовий склад населення:
| - 81,6 % — білих - 3,3 % — чорних або афроамериканців - 2,3 % — азіатів - 1,8 % — корінних американців - 0,9 % — вихідців з тихоокеанських островів - 2,8 % — осіб інших рас |

До двох чи більше рас належало 7,3 %. Частка іспаномовних становила 9,4 % від усіх жителів.
За віковим діапазоном населення розподілялося таким чином: 36,0 % — особи молодші 18 років, 56,4 % — особи у віці 18—64 років, 7,6 % — особи у віці 65 років та старші. Медіана віку мешканця становила 29,0 року. На 100 осіб жіночої статі у місті припадало 88,3 чоловіків;  на 100 жінок у віці від 18 років та старших — 82,4 чоловіків також старших 18 років.
Середній дохід на одне домашнє господарство  становив 55 245 доларів США (медіана — 49 029), а середній дохід на одну сім'ю — 58 164 долари (медіана — 52 392). За межею бідності перебувало 23,0 % осіб, у тому числі 30,6 % дітей у віці до 18 років та 10,5 % осіб у віці 65 років та старших.
Цивільне працевлаштоване населення становило 2777 осіб. Основні галузі зайнятості: освіта, охорона здоров'я та соціальна допомога — 23,7 %, мистецтво, розваги та відпочинок — 17,2 %, публічна адміністрація — 14,4 %.